# Offlaga
Offlaga (lombardul: Oflàga) település Olaszországban, Lombardia régióban, Brescia megyében. Lakosainak száma 4078 fő (2023. január 1.). Offlaga Barbariga, Leno, Manerbio, San Paolo, Bagnolo Mella, Dello és Verolanuova községekkel határos.

## Népesség
A település lakossága az elmúlt években az alábbi módon változott:
| Lakosok száma | 4113 | 4103 | 4078 |
|               | 2017 | 2018 | 2023 |